# Живі мости

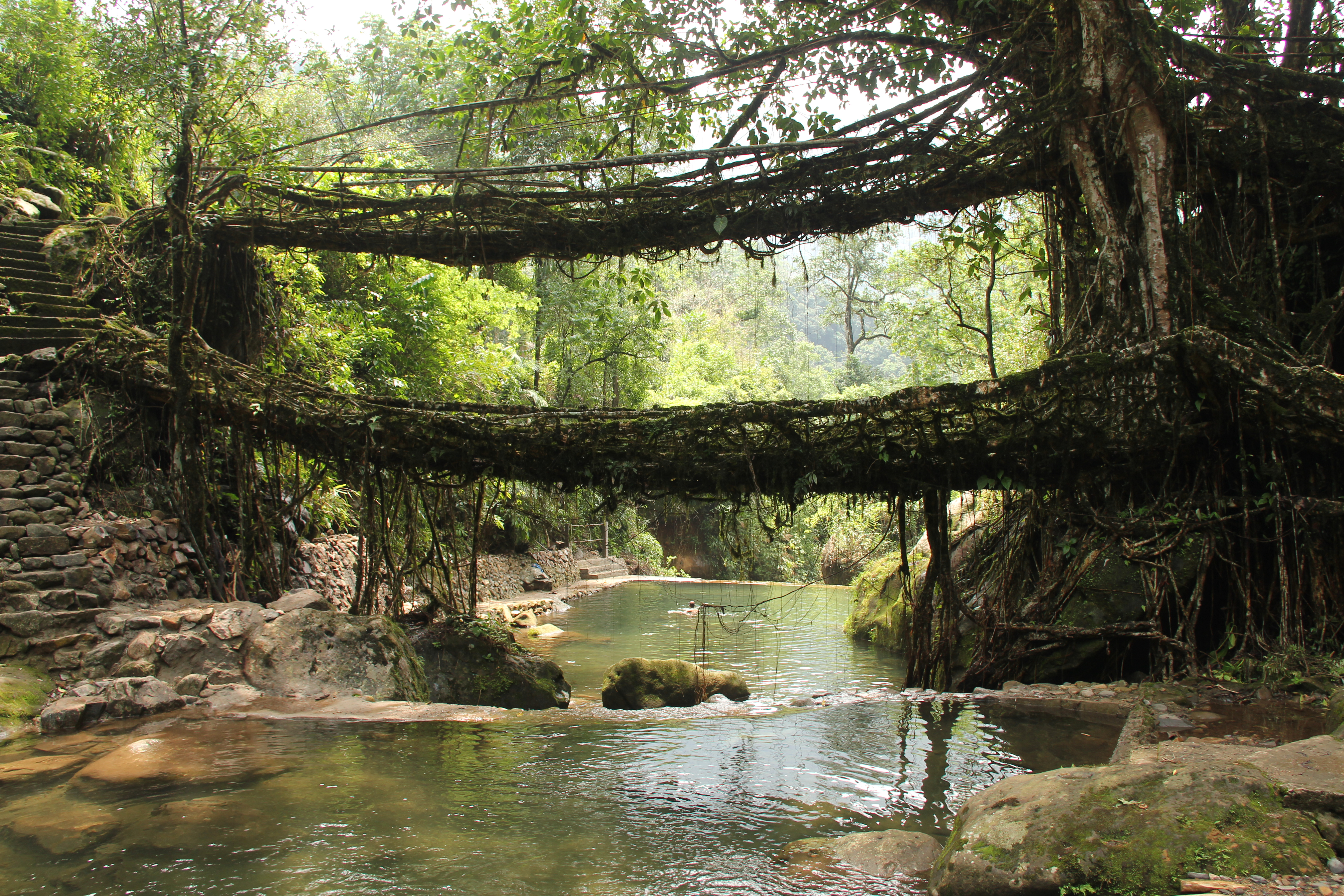
Двоярусний живий міст в Іст Кхасі Гіллс

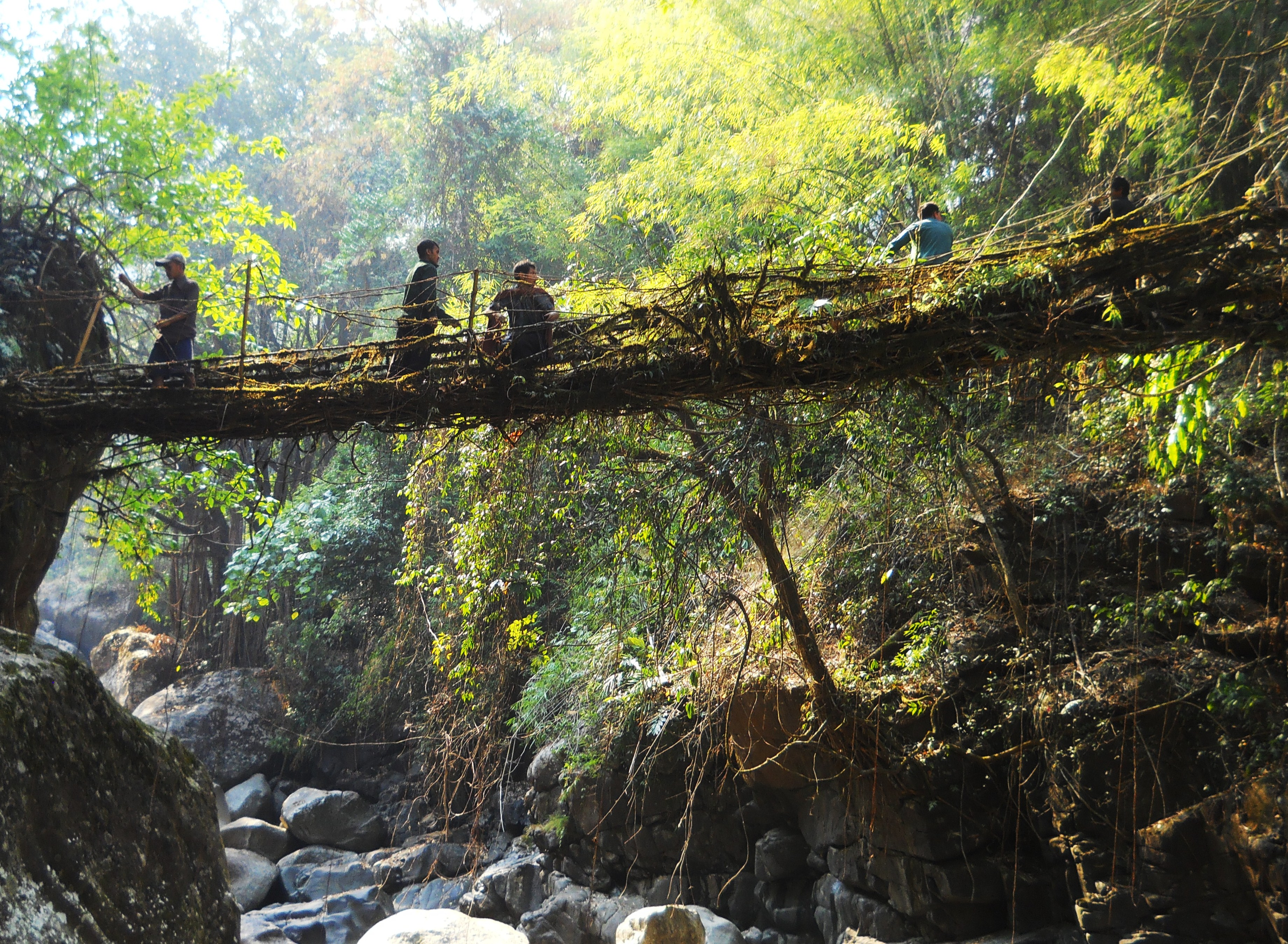
Живий міст біля села Kongthong на стадії формування

Живі мости (англ. Living root bridges, буквально «мости-живе коріння») — підвісні мости, що вирощені та сформовані з коріння живих дерев. Поширені в південній частині північноіндійського штату Мегхалая. Живі мости побудовані кхасі — корінним народом штату Мегхалая. На території цього штату переважає теплий і дуже вологий клімат, який сприяє буйному росту і розвитку каучукових фікусів (Ficus elastica), з коренів яких і роблять ці знамениті живі мости Індії, аналогів яким немає в жодній країні світу.
Першовідкривачем цих мостів для світу є Денис П. Райт. Він почав організувати тури в Індію, щоб європейці могли побачити і оцінити красу живих мостів.

## Технологія
Понад 500 років тому кхасі помітили, що коріння фікуса має вторинну кореневу систему і здатне рости назовні. Це відкриття дозволило створити такі оригінальні споруди, як живі мости з коріння цих каучукових рослин.
Технологія вирощування такого моста досить трудомістка і складна. Для того, щоб створити один живий міст може знадобитися близько 15 років роботи і догляду за ним. Повітряні корені каучукових фікусів, які ростуть по берегах річок, розміщують у видовбані стовбури бетелевої пальми (Areca catechu). Це робиться для того, щоб коренева система росла в потрібному для людини напрямку. Коли гнучкі і потужні коріння відростають до протилежного берега річки, то їх укорінюють там, намотуючи на величезні валуни. У результаті цієї роботи отримують надійну і екологічно безпечну переправу, по якій будь-який охочий може перейти на інший берег водойми.
Такий міст стає рік від року міцнішим і надійнішим, адже коріння фікуса продовжує рости і розвиватися, стаючи сильнішим і товщим, природним чином зміцнюючи міст, який здатний одночасно витримати вагу 50 дорослих осіб. Довжина деяких мостів досягає понад 30 м. Та й витрачатися на ремонт такої конструкції, створеної самою природою зовсім не потрібно. До того ж, живі мости виглядають дуже таємничими і незвичними, вони не вимагають ніяких додаткових матеріальних вкладень, прості в експлуатації і догляді.
Каучукові мости мають величезний інтерес серед туристів, які подорожують по Індії, а для місцевих жителів вони хоч і звичні, але є предметом гордості і самоповаги. Одного разу в містечку Черрапунджі, який визнаний одним з найдощовитіших місць на планеті, де і знаходяться знамениті живі мости, вирішили замінити їх сталевими конструкціями. Місцеві жителі були згодні з цим рішенням, але, на щастя, руйнувати такі історично значимі споруди не довелося. Власник одного з курортів, розташованих неподалік від міста, зумів переконати місцевих жителів і адміністрацію. Він звернув увагу на те, що живі мости є справжніми багатовіковими реліквіями, що відображають побут їхніх древніх предків, які своєю працьовитістю та майстерністю створили ці унікальні переправи через річки. Крім того, багато мандрівників і гостей країни вважають своїм обов'язком відвідати ці унікальні місця, в яких людині вдалося створити справжні витвори мистецтва — мости з натурального, екологічно чистого природного матеріалу, яких не знайти більше в світі. Адже від припливу туристів багато в чому залежить і дохід місцевого населення. А мандрівники, перебуваючи поблизу, обов'язково приїжджають в Черапунджі, щоб пройтися по живих мостах, на власні очі побачити простоту і в той же час оригінальність задумки зведення подібних конструкцій. Тому місцеві жителі не тільки не стали руйнувати ці каучукові мости, а й вирішили продовжити традицію своїх предків, створюючи нові, більш модернізовані та зручні мости.